# Polo Audiovisual

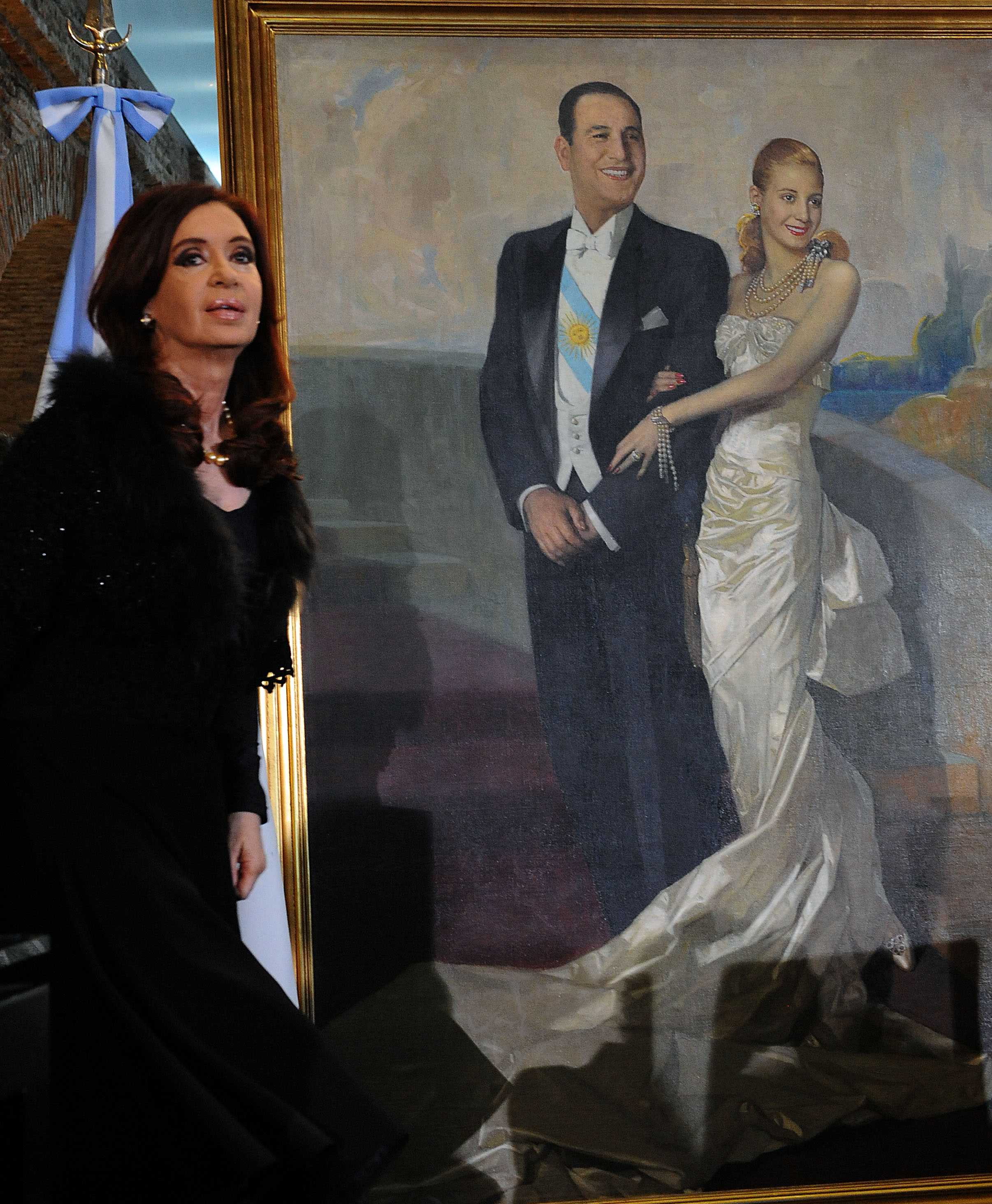
La presidenta Cristina Fernández de Kirchner durante el lanzamiento del Polo Audiovisual en el Museo del Bicentenario.

El Polo de Desarrollo de la Industria Audiovisual o Polo de Producción de Contenidos Audiovisuales y Cinematográficos fue un proyecto de la Presidencia de la Nación Argentina para la recuperación de un espacio público de 120.000 metros cuadrados en la Isla Demarchi y la construcción, en dichos terrenos, de un espacio destinado a la producción nacional de contenidos audiovisuales, también llamado Polo Audiovisual Isla Demarchi. Se prevía que el proyecto fuera llevado a cabo por una sociedad mixta con la participación de capitales privados.
La Isla Demarchi está ubicada al sur del Puerto Madero y está delimitada por la Avenida Dellepiane, la Reserva Ecológica, el Río de la Plata, la desembocadura del Riachuelo y la Dársena Sur. Antes sede de un complejo industrial que incluía fábricas, astilleros, plantas químicas, silos graneros, estas instalaciones se encuentran actualmente abandonadas y gran parte del terreno, deshabitada.

## Antecedentes

### Isla Demarchi
La Isla Demarchi (también llamada De Marchi) es un sector en el extremo sur de Puerto Madero, en Buenos Aires. Allí se encuentran varios astilleros, depósitos portuarios y la Central Costanera. Oficialmente, la isla es parte del barrio de La Boca.
Aunque la isla existía de forma natural, fue rellenada a comienzos del siglo XX como ampliación del Puerto Madero (terminado en 1898). El avance sobre las aguas del Río de la Plata tomó varias décadas y fue hecho en etapas, mientras se instalaban dependencias portuarias del Ministerio de Obras Públicas. La última expansión sirvió para la instalación de la Central Costanera, inaugurada en 1966.
En esta isla fue donde el Club Atlético Boca Juniors tuvo su primera cancha, si bien precaria, detrás de las carboneras Wilson. Poco tiempo después se mudaría a Wilde, fuera de la ciudad de Buenos Aires.
A 2014, ocupan parte del terreno de la Isla Demarchi el Observatorio Naval, el Museo de Calcos, el estacionamiento del Casino Puerto Madero, el Club de Obras Públicas, los talleres de la Prefectura y la Armada Argentina, plantas de almacenaje de YPF, el ya desaparecido Astillero Domecq García, la compañía Tandanor, la antigua Ciudad Deportiva del Club Atlético Boca Juniors, la Escuela Nacional Fluvial y la Subsecretaria de Puertos y Vías Navegables y el Departamento Río de la Plata de la Dirección Nacional de Construcciones Portuarias y Vías Navegables, predio sobre el que se construirá el Polo Audiovisual.

### Producción de contenidos audiovisuales
Según un informe de la Asociación Inglesa de Distribuidores de Televisión, Argentina es, al presente, el cuarto país más importante en materia de producción y exportación mundial de formatos y contenidos audiovisuales, después de Inglaterra, Estados Unidos y Holanda. La compra de programación audiovisual argentina por parte de otros países evidenció también una fuerte suba entre los años 2002 y 2009, al pasar de 437 a 2.355 millones de dólares estadounidenses. La participación de la industria audiovisual en las exportaciones totales creció de 1.5% al 3.5%. Solo en Buenos Aires, la industria del sector audiovisual genera 63.000 puestos de trabajo. En este sentido, el Gobierno nacional ha equiparado esta actividad a la industrial y ha declarado, además, que pretende garantizar que las producciones nacionales puedan seguir compitiendo en el mercado local y el internacional. Por otra parte, el Gobierno intenta repetir en este sector los beneficios con que hoy cuenta la industria del software. Esta ley, según comentan en el sector informático, impulsó el desarrollo de esta industria y le permitió ser competitiva e incrementar las exportaciones.

## Proyecto

### Lanzamiento
En acto realizado en el Museo del Bicentenario, en el que también se entregaron los certificados de las primeras 100 viviendas que se realizarán por medio del Plan Procrear y que reunió a referentes de la cultura y empresarios vinculados a la comunicación, la presidenta Cristina Fernández de Kirchner anunció la recuperación de un terreno de 120.000 metros cuadrados en la Isla Demarchi, donde se levantaría un espacio destinado a la producción de contenidos audiovisuales y al desarrollo de la industria audiovisual. El proyecto, de haberse concretado, hubiese contado con una inversión de 2500 millones de pesos y pretendía garantizar la difusión de películas y productos audiovisuales nacionales y que las producciones nacionales cinematográficas puedan competir tanto a nivel local como internacional.

### Características
El emprendimiento del Polo de Producción de Contenidos Audiovisuales y Cinematográficos hubiese incluido cine, radio, música y televisión y se desarrollaría una sociedad mixta con capitales privados para llevar adelante el emprendimiento. El predio utilizado para la instalación del Polo, antes ocupado por  la Subsecretaria de Puertos y Vías Navegables y por el Departamento Río de la Plata de la Dirección Nacional de Construcciones Portuarias y Vías Navegables, estaría administrado por la Administración Nacional de la Seguridad Social (ANSES).
Como complemento al proyecto del Polo Audiovisual, la presidenta Cristina Fernández de Kirchner ha firmado decretos otorgando a las productoras de contenidos audiovisuales, digitales y cinematográficos, ya sean de capitales públicos, privados o mixtos, el lugar de actividad productiva industrial, para que puedan obtener los mismos beneficios. Además, ordenó elevar el monto máximo del subsidio que el Instituto Nacional de Cine y Artes Audiovisuales (INCAA) otorga a películas nacionales de alto presupuesto de 3 millones y medio a 5 millones y medio de pesos para garantizar que la producción nacional compita en el mercado local y pueda llegar al mercado internacional.
Respecto a la participación del Estado, Cristina Fernández de Kirchner anunció que  que se constituiría una sociedad anónima entre la ANSES y la Secretaría de Comunicación, quienes administrarían los terrenos, además de haber apertura a otras ideas e incluso a la posible colaboración por parte del Gobierno de la Ciudad de Buenos Aires. "Estamos abiertos a todas las ideas y proyectos que presenten los privados. Siempre partimos de un piso, nunca menos de esto, si vienen por más, mejor todavía. También vamos a invitar al Gobierno de la Ciudad para que nos ayuden con la evaluación, porque es muy importante para todos los argentinos", declaró Fernández de Kirchner sobre este particular.

### Licitación y terrenos
Mediante el decreto 1722/2012 del Poder Ejecutivo Nacional, firmado por la presidenta a fines de septiembre de 2012, fueron otorgadas a la Agencia de Administración de los Bienes del Estado las facultades necesarias para la desafectación de aquellos terrenos pertenecientes al Estado Nacional en la Isla Demarchi que sean necesarios para el pleno desarrollo del Polo Audiovisual. Por el mismo decreto, se realizó el llamado a licitación para el proyecto, que se llevará a cabo mediante la captación de inversión privada. A este fin, la Administración Nacional de la Seguridad Social (ANSES) convocó y dictó los términos y condiciones de un concurso abierto de iniciativas y proyectos para la construcción del Polo Audiovisual. Además de los representantes del Estado llamados a formar parte de un comité ejecutivo, también se invitó al  Gobierno de la Ciudad de Buenos Aires a que participe de la evaluación de los proyectos presentados por la ciudadanía. Un año después del anuncio las obras  estaban paralizadas debido a que  Legislatura de la Ciudad de Buenos Aires no había tratado el proyecto de ley de rezonificación de los terrenos necesario para las construcciones. Además dirigentes del Sindicato de Dragado y Balizamiento, nucleados por el opositor Hugo Moyano, quienes eran contrarios al proyecto.
Finalmente el martes 9 de septiembre de 2014, en cadena nacional, la presidenta Cristina Fernández de Kirchner presentó el proyecto ganador para la construcción del Polo Audiovisual. La obra de 216 mil metros cuadrados se desarrollará en cuatro etapas, a lo largo de cinco años y necesitará una inversión de 2500 millones de pesos. Incluye la construcción de un rascacielos de 335 metros de altura, lo que lo convertirá en el edificio más alto del país y de Latinoamérica, y el tercero del continente, solo superado por el Empire State y el Chrysler Building. Se trata de una torre que tendrá oficinas, estudios de cine y televisión, utilería, sala de archivo, instituciones educativas, un Museo de las Artes Visuales, la sede del INCAA, oficinas de productoras, y oficinas de canales privados, entre otros espacios. El proyecto también prevé la construcción de un polo gastronómico, un estacionamiento para quince mil vehículos, un complejo hotelero y un estadio cubierto multipropósito de trece mil metros cuadrados y capacidad para quince mil personas, para espectáculos deportivos, artísticos y culturales.